# إدموند شارب
كان ادموند شارب(31 أكتوبر1809 - 8 مايو 1877)مهندسًا معماريًا انجليزيًا، ومؤرخًا معماريًا، ومهندسًا في السكك الحديدية، ومصلحًا صحيًا. ولد في كنوتسفورد، شيشاير، تلقى تعليمه أولًا على يد والديه، ثم في المدارس محليًا وفي رنكورن، وغرينتش وسيدبرج. بعد تخرجه من جامعة كامبريدج حصل على منحة دراسية للسفر، وتمكينه من دراسة الهندسة المعمارية في ألمانيا وجنوب فرنسا. في عام 1835 أسس الممارسة المعمارية في لانكستر، عمل في البداية من تلقاء نفسه. في عام 1845 دخل في شراكة مع إدوارد بالي، واحد من تلاميذه. كان التركيز الرئيس لشارب على الكنائس، وكان رائدا في استخدام الطين كمادة هيكلية في بناء الكنيسة، وتصميم ما كانت تعرف باسم «وعاء» الكنائس، أولها كان كنيسة القديس ستيفن وكل الشهداء في ليفربريدج.
كما قام بتصميم المباني العلمانية، بما في ذلك المباني السكنية والمدارس، وعمل على تطوير السكك الحديدية في شمال غرب إنجلترا، وتصميم الجسور والتخطيط لسكك جديدة. في عام 1851 استقال من الممارسة المعمارية، وعام 1856 انتقل من لانكستر، وأمضى بقية حياته يعمل مهندسا في السكك الحديدية، لأول مرة في شمال ويلز، ثم في سويسرا وجنوب فرنسا. عاد شارب إلى إنجلترا في عام 1866 للعيش في سكوتفورث قرب لانكستر، حيث قام بتصميم كنيسة نهائية بالقرب من منزله.
بينما كان يعمل في مكتبه للهندسة المعمارية، شارك شارب في الشؤون المدنية لانكستر. كان عضوا في مجلس المدينة المنتخب وشغل منصب رئيس بلدية في 1848-1849. كان مهتما بإمدادات المياه للفقراء في المدينة والصرف الصحي، وكان يؤيد بناء شبكات الصرف الصحي الجديدة ومحطات المياه. كان موسيقيا موهوبا، وشارك في الأنشطة الفنية والأدبية، والعلمية في المدينة. كان أيضا رياضيا، فكان يمارس الرماية والتجديف والكريكيت.
حقق شارب اعتراف وطني باعتباره مؤرخ معماري. ونشر الكتب من الرسومات المعمارية التفصيلية، وكتب عددا من المقالات حول الهندسة المعمارية، ووضع خطة لتصنيف الطرز المعمارية الإنجليزية القوطية، وعام 1875 حصل على الميدالية الذهبية الملكي من المعهد الملكي للمهندسين المعماريين البريطانيين. وانتقد الكثير من ترميم الكنائس في القرون الوسطى التي أصبحت مهنة كبيرا من المهندسين المعماريين المعاصرين. في نهاية حياته المهنية نظم شارب البعثات لدراسة ورسم المباني في إنجلترا وفرنسا. بينما كان في رحلة استكشافية إلى إيطاليا في عام 1877، اقتيد مريضا ومات. تم نقل جثمانه إلى لانكستر، حيث دفن. يتكون تراث شارب البالغ عددهم نحو 40 كنيسة موجودة. ميزات السكك الحديدية، بما في ذلك وادي الخط والجسور على ما هو الآن من القسم لانكشاير للخط الساحل الغربي الرئيسية كونوي. وأرشفة له من الكتب المعمارية والمقالات والرسومات.

## نشأته وحياته
ولد ادموند شارب في 31 أكتوبر 1809 في بروك كوتيج، شارع بروك في كنوتسفورد، شيشاير، الطفل الأول لفرانسيس ومارتا شارب. والده مدرس موسيقى متجول وعازف الأرغن في كنيسة الرعية كنوتسفورد، جاء من ستامفورد في لينكولنشاير. في وقت الزواج زوجته مارثا ويتاكر، كانت ضمن موظفي أكاديمية للسيدات الشباب، بلفيديرهاوس، في باث، سومرست. وخلال طفولته في كنوتسفورد، إدموند الشباب لعب مع الصغيرة اليزابيث ستيفنسون، والتي أصبحت السيدة غاسكل. في عام 1812 انتقلت عائلة شارب في جميع أنحاء المدينة من أكثر من كنوتسفورد إلى مزرعة في السفلى كنوتسفورد، ثم عمل فرانسيس شارب على حد سواء مزارع ومدرس موسيقى. وكان ادموند يتلقى تعليمه في البداية من قبل والديه، ولكن من قبل 1818 كان يحضر مدرسة في كنوتسفورد. بعد عامين أكمل تعليمه في مدرسة بالقرب من رنكورن، وفي عام 1821 في أكاديمية بورني في غرينتش. توفى والد ادموند فجأة في نوفمبر تشرين الثاني عام 1823، في عمر 48، ووالدته انتقلت إلى لانكستر مع عائلتها، حيث استأنفت في وقت لاحق مسيرتها في التدريس.
أكمل ادموند تعليمه في أكاديمية بورني، وأصبح ممثلًا للطلبة والمدرسة. وفي أغسطس 1827 انتقل إلى مدرسة سيدبرج (ثم إلى مدرسة ركوب الخيل الغربية في يوركشاير، والآن في كمبريا)، حيث بقي لمدة عامين. في نوفمبر 1829 دخل كلية سانت جونز كطالب ابتون. وفي نهاية مساره في عام 1832 حصل على منحة سفر لدرجة البكالوريا من جامعة كامبريدج، والتي مكنته من السفر إلى الخارج للدراسة ثلاث سنوات. في هذا الوقت صديقه من لانكستر في كلية ترينيتي، وليام هيل، كان أستاذ علم المعادن. جون هيوز، كاتب سيرة إدموند شارب، وهو من رأي أن هيل كان مؤثرا في حصول شارب على هذه الجائزة. ادموند تخرج ببكالوريوس في عام 1833، وتقدم لدرجة الماجستير في 1836. وخلال الفترة التي قضاها في الخارج سافرإلى ألمانيا وجنوب فرنسا، لدراسة العمارة الرومانية والقوطية في وقت مبكر. وقال انه ينوي مواصلة السفر إلى شمال فرنسا، ولكن تم تقليص جولته في باريس بسبب «التعب والمرض». ادموند عاد إلى لانكستر في وقت متأخر في عام 1835، وكان في ذلك الحين قرر أن يصبح مهندسا معماريا. وفي ديسمبر كتب رسالة إلى ويليام هيل قائلا إنه «تحدد في نهاية المطاف إلى اعتماد مهنة العمارة». تفيد بعض المصادر أن شارب وعمل لدى مهندس توماس ريكمان. شارب قام بزيارة ريكمان لبضعة أيام في عام 1832 وتقابل معه في وقت لاحق. وقال انه قد تم «العمل له كمساعد باحث»، ولكن يقول هيوز «ليس هناك أي دليل يشير إلى أن شارب تنفق المزيد من الوقت مع ريكمان، أو عمل أي نوع من التدريب المهني رسمي له».

## شارب، المهندس المعماري

### مكتب الهندسة المعمارية في لانكستر
ادموند شارب مارس الهندسة المعمارية في نهاية 1835 في منزل والدته في شارع بيني، ثم انتقل إلى مبان في شارع صن في 1838. وفي أكتوبر من ذلك العام اتخذ شارب إدوارد جراهام بيلي تلميذاً له، وكان عمره 15 عاما. وفي وقت لاحق في عام 1838 أخذ شارب منزلًا في بوابة سانت ليونارد كبير بما يكفي لاستيعابه برفقة بيلي، واصلت ممارسة لاستخدام المباني في شارع صن حتى بعد تقاعد شارب في في عام 1841 توماس أوستن انضم أيضا إلى المكتب كتلميذ، ومكث حتى 1852 عندما غادر لممارسة الهندسة معمارية بمفرده في نيوكاسل أبون تاين. في عام 1845 قدم شارب بالي شريك له، وعام 1847 سلمه فعليا العمل. وفي هذا الوقت أيضا، انضم جون دوغلاس للشركة مساعدا بالي، وبقي مع الشركة حتى حوالي عام 1859، عندما انتقل إلى تشيستر لإنشاء مكتبه الخاص. شارب تقاعد تماما عن الممارسة في عام 1851، وترك بالي يعمل وحيدًا. أيضا في عام 1851 تزوج بالي بشقيقة شارب، فرانسيس.